# أوتو ديفرينت
أوتو ديفرينت Otto Devrient (ولد في 30 أكتوبر 1838 في برلين – ومات في 23 يونيو 1894 في شتيتن) هو كاتب مسرحي وممثل مسرحي ألماني.
كان أبوه وشقيقيه ممثلون مسرحيون. بدأ التمثيل وهو في عمر الثامنة عشرة في المسرح الملكي في كارلسروهه، ثم عمل في مسارح شتوتغارت وبرلين ولايبزيغ. ثم عاد إلى مسقط رأسه، ثم رحل إلى فايمار وعمل في المسرح الملكي فيها ثم مخرجا له.
أما أبرز إنجازاته فكان في عام 1876 وهو تحويل ملحمة فاوست الشعرية (ملحمة شعرية من جزأين) التي كتبها جوته إلى عمل مسرحي. وكان إخراجه لها عملا مبهرا وظلت تمثل كل عام لمدة طويلة. ونشرها في العام التالي في كتاب بعنوان «فاوست جوته».
ثم عمل مخرجا لمسارح مانهايم وفرانكفورت. كما قام بجمع الرسائل المتبادلة بين إفلاند ولودفيج شرودر وفريدريش فيردي ونشرها مصحوبة بتعليق منه.
وفي عام 1883 عرضت مسرحيته «لوتر» ومنح الدكتوراه الفخرية من جامعة يينا.

## من أعماله
- فاوست جوته 1877
- لوتر
- ملكان
- رسائل إفلاند 1881

## وفاته
توفي ديفرينت في 23 يونيو 1894، ودُفن بالمقبرة الشمالية في مدينة يينا.

## روابط خارجية
- أوتو ديفرينت على موقع الموسوعة البريطانية (الإنجليزية)